# 4362 Карлісл
4362 Карлісл (4362 Carlisle) — астероїд головного поясу, відкритий 1 серпня 1978 року.
Тіссеранів параметр щодо Юпітера — 3,625.